# Tito Verginio Tricosto Celiomontano (console 448 a.C.)
Tito Verginio Tricosto Celiomontano, in latino  Titus Verginius Tricostus Caelimontanus  (fl. V secolo a.C.), è stato un politico romano del V secolo a.C.

## Biografia
Tito Verginio Tricosto Celiomontano fu eletto con console nel 448 a.C. insieme al collega Larcio (o Spurio) Erminio Coritinesano Aquilino. Appartenente al ramo Tricosto della Gens Verginia, suo padre era forse Spurio Verginio Tricosto Celiomontano, console nel 456 a.C. o Aulo Verginio Tricosto Celiomontano, console nel 469 a.C., questi ultimi probabilmente fratelli.
La storiografia romana ci informa che sotto il suo consolato non si verificarono eventi importanti.
(Tito Livio, Ab urbe condita, III 65)
Fu durante il suo consolato che il tribuno della plebe Lucio Trebonio Aspro  propose al Senato la Lex Trebonia: dopo che erano stati eletti solo cinque dei dieci tribuni previsti, per legge sarebbero stati i primi cinque a dover nominare i colleghi, dopo che furono scelti due patrizi (Spurio Tarpeio Montano Capitolino e Aulo Aternio Varo Fontinale, consoli nel 454 a.C.), temendo che ciò fosse usato dal Senato come strumento per controllare i tribuni, la Lex Trebonia stabilì che l'assemblea dovesse continuare ad oltranza fino all'elezione di tutti e dieci i tribuni. Fu dalla sua fiera opposizione ai patrizi che Lucio Trebonio guadagnò il soprannome di Aspro